# 林芝鳞毛蕨
林芝鳞毛蕨（学名：Dryopteris nyingchiensis）为鳞毛蕨科鳞毛蕨属下的一个种。